# Michael Cacoyannis
Michael Cacoyannis (griechisch Μιχάλης Κακογιάννης Michalis Kakogiannis; * 11. Juni 1922 in Limassol, Zypern; † 25. Juli 2011 in Athen) war ein zypriotisch-griechischer Filmregisseur, Drehbuchautor und Produzent. Seinen international größten Erfolg feierte er 1964 mit der Literaturverfilmung Alexis Sorbas.

## Leben und Werk
Michael Cacoyannis studierte Rechtswissenschaften in Athen und London und arbeitete zunächst als Rechtsanwalt. Während des Zweiten Weltkriegs produzierte er griechischsprachige Programme für die BBC. Nach dem Krieg gab er die Juristerei auf und arbeitete am Old Vic Theatre in London als Schauspieler und Regisseur. Als es für ihn schwierig wurde, eine gesicherte Beschäftigung als Regisseur in der britischen Filmindustrie zu finden, kehrte er nach Griechenland zurück und drehte dort 1954 mit Windfall in Athens seinen ersten eigenen Film. Cacoyannis war Wegbereiter der Karriere des griechischen Superstars Melina Mercouri, der er die Hauptrolle in der vielfach prämierten Inszenierung Stella von 1955 verschaffte. Sein erster internationaler Erfolg wurde Elektra von 1962, der bei den Filmfestspielen von Cannes 1962 ausgezeichnet wurde.
Weltweit berühmt wurde er allerdings erst 1964 mit der Verfilmung des Romans Alexis Sorbas von Nikos Kazantzakis mit Anthony Quinn in der Titelrolle. Mit der musikalischen Untermalung durch Mikis Theodorakis wurde nebenbei der Sirtaki aus der Taufe gehoben. Der Film wurde für sieben Oscars nominiert (darunter Cacoyannis für die beste Regie und Quinn als bester Hauptdarsteller) und gewann in drei Kategorien. Doch geriet sein nächster Film, Der Tag, an dem die Fische kamen von 1967 mit Tom Courtenay, zu einem künstlerischen und finanziellen Fiasko. Er konnte sich aber 1971 mit der insbesondere bei Filmkritikern vielbeachteten Verfilmung der Euripides-Tragödie Die Troerinnen (The Trojan Women) mit Katharine Hepburn und Vanessa Redgrave rehabilitieren. Im Jahr 1978 wurde seine Euripides-Adaption Iphigenie mit Tatiana Papamoschou und Irene Papas in den Hauptrollen erneut für einen Oscar nominiert. Nach langer Abstinenz drehte Cacoyannis 1987 den Film Sweet Country, der zur Premiere von der Kritik verschmäht wurde, aber mit den Jahren zunehmend an Anerkennung gewinnt. 1993 drehte er die Komödie Up, Down and Sideways.
1999 entstand sein letzter Film, eine in Bulgarien realisierte, englischsprachige Verfilmung des Bühnenstückes Der Kirschgarten von A. P. Tschechow mit Alan Bates und Charlotte Rampling in den Hauptrollen.
Auf ein Konzept von Cacoyannis geht die seit 2004 installierte neue Beleuchtung der Athener Akropolis zurück. 
2009 wurde in Athen die Michael Cacoyannis Foundation eröffnet. 
Am 25. Juli 2011 wurde Cacoyannis mit Herz- und Atemproblemen in ein Athener Krankenhaus eingeliefert, wo er am selben Tag verstarb.

## Filmografie (Auswahl)

### Regie
- 1954: Sonntagserwachen (Kyriakatiko xypnima)
- 1955: Stella
- 1956: Das Mädchen in Schwarz (To koritsi me ta mavra)
- 1957: Die letzte Lüge (To teleftaio psemma)
- 1960: Der letzte Frühling (Eroica)
- 1962: Elektra
- 1964: Alexis Sorbas (Alexis Zorbas)
- 1967: Der Tag, an dem die Fische kamen (The Day the Fish Came Out)
- 1971: Die Troerinnen (The Trojan Women)
- 1974: The Story of Jacob and Joseph
- 1975: Attila 74
- 1978: Iphigenie (Iphigenia)
- 1987: Geliebtes Land (Sweet Country)
- 1999: The Cherry Orchard

### Drehbuch
- 1955: Stella
- 1962: Elektra
- 1964: Alexis Sorbas (Alexis Zorbas)
- 1967: Der Tag, an dem die Fische kamen (The Day the Fish Came Out)
- 1993: Up, Down and Sideways (Pano, kato kai plagios)
- 1999: The Cherry Orchard

## Dokumentarfilm
- My Life and Times – Michael Cacoyannis (2009). (Μια ζωή μια εποχή – Μ. Κακογιάννης). Regie Lydia Karra (Λυδία Καρρά)

## Auszeichnungen (Auswahl)
- 1961: Regie-Preis des Internationalen Filmfestivals Thessaloniki für Eroica
- 1962: Großer Preis der Technik der Internationalen Filmfestspiele von Cannes für Elektra
- 1962: Bester griechischer Film und Regie-Preis des Internationalen Filmfestivals Thessaloniki für Elektra
- 1965: Golden-Globe-Nominierung für Alexis Sorbas (Beste Regie)
- 1965: drei Oscar-Nominierungen für Alexis Sorbas (Bester Film, Beste Regie, Bestes adaptiertes Drehbuch)
- 1977: Bester griechischer Film des Internationalen Filmfestivals Thessaloniki für Iphigenie
- 1999: „Grand Prix Special des Amériques“ des Montréal World Film Festival